# Melanesischer Speer

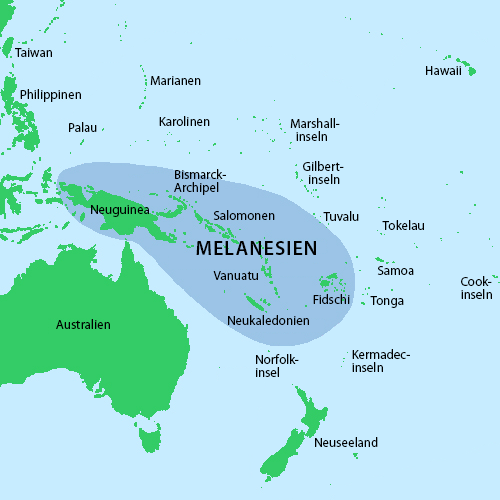
Karte Melanesiens

Ein melanesischer Speer ist eine Wurfwaffe aus Melanesien. Ein melanesischer Speer ist kein feststehender Begriff der ethnographischen Materialkunde. Speere wurde in vielen Versionen auf den melanesischen Inseln hergestellt.

## Beispiel Fidschi/Tonga
Der hier beschriebene Speer aus der Sammlung des Pitt Rivers Museum stammt von den Fidschi- oder Tongainseln. Diese Speere bestehen aus Holz und sind in der Regel mit extrem vielen Widerhaken ausgestattet. Die hellen dekorativen Elemente in den Schaftabschnitten bestehen aus Muschelschalen. Es gibt Versionen, die mit knöchernen Spitzen ausgestattet sind. Diese Speere sind dazu gedacht, den Gegner sofort kampfunfähig zu machen, denn durch die vielen Widerhaken entstehen beim Herausziehen sehr schwere Verletzungen der inneren Organe. Im Gegensatz zu Speeren oder Lanzen mit glatter Metallklinge zerschneiden diese Speere das Gewebe nicht, sie zerreißen es. Daraus resultiert ein sehr hoher Blutverlust und sofortige Kampfunfähigkeit. Speere dieser Art sind in Sammlungen selten zu finden. Der im Pitt Rivers Museum ausgestellte Speer wurde von James Cook von einer seiner Reisen (um 1770) mitgebracht. Die Versionen dieser Speere von Fidschi und Tonga gleichen sich derartig, dass eine genauere Herkunftsbestimmung nicht möglich ist.
Eine andere Speerart dieser Region aus dem nordwestlich gelegenes Bismarck-Archipel ist der melanesische Obsidianspeer.